# Lijst van rivieren in Frankrijk

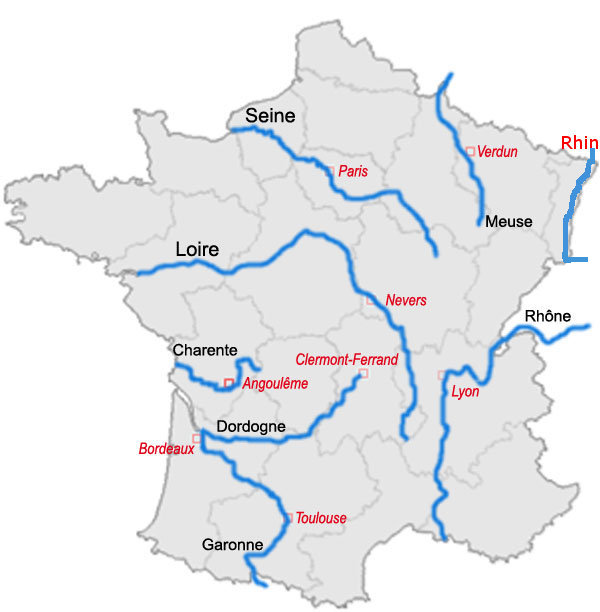
Grootste rivieren in Frankrijk

Dit is een lijst van rivieren in Frankrijk, gegroepeerd per stroomgebied en verder in volgorde vanaf de monding. Sommige (bijvoorbeeld de Sûre/Sauer) stromen niet door Frankrijk maar zijn vermeld omdat ze een Franse zijrivier hebben; deze zijn cursief vermeld. De plaats van de monding is tussen haakjes vermeld.

## Noordzee
- Rijn, Frans: Rhin
  - Moezel, Frans: Moselle (Koblenz)
    - Saar, Frans: Sarre (Konz)
      - Nied, (Rehlingen-Siersburg)
        - Nied Allemande en Nied Française, Condé-Northen

      - Blies (Sarreguemines)

    - Sauer of Sûre (Wasserbillig)
      - Alzette (Ettelbruck)

    - Aalbach (Sierck-les-Bains)
    - Orne (Mondelange)
    - Seille (Metz)
    - Meurthe (Frouard)

  - Sauer (Frankrijk), Haguenau
  - Ill (Straatsburg)
  - Birsig (Basel)

- Maas, Frans: Meuse; voor meer detail, zie stroomgebied van de Maas
  - Samber, Frans: Sambre (Namen)
  - Semois of Semoy (Monthermé)
  - Chiers (Bazeilles)

- Schelde, Frans: Escaut; voor meer detail, zie stroomgebied van de Schelde
  - Leie, Frans: Lys (Gent)
    - Deule, Frans: Deûle (Deûlémont)

  - Scarpe, (Mortagne-du-Nord)

- IJzer, Frans: Yser; voor meer detail, zie stroomgebied van de IJzer

- Aa (Grevelingen)
  - Hem (Tournehem-sur-la-Hem)

## Het Kanaal
- Wimereux, (Wimereux)

- Canche, (Étaples)
  - Ternoise, (Huby-Saint-Leu)

- Authie, (Berck-sur-Mer)

- Somme (Abbeville)
  - Noye (Amiens)

- Bresle (Le Tréport)

- Yères (Criel-sur-Mer)

- Arques (Dieppe)
  - Béthune (Arques-la-Bataille)

- Scie (Pourville-sur-Mer)

- Saâne (Sainte-Marguerite-sur-Mer en Quiberville-sur-Mer)

- Dun (Saint-Aubin-sur-Mer)

- Veules (Veules-les-Roses)

- Durdent (Paluel en Veulettes-sur-Mer)

- Valmont (Fécamp)

- Seine (Le Havre)
  - Risle of Rille (Berville-sur-Mer)
    - Charentonne (Bernay)

  - Cailly (Rouen)
  - Aubette (Rouen)
    - Robec (Rouen)

  - Eure (Pont-de-l'Arche)
    - Iton (Louviers)
    - Avre (Dreux)

  - Epte (Vernon)
    - Aubette de Magny (Bray-et-Lû)
    - Aubette de Meulan (Meulan)

  - Oise (Conflans-Sainte-Honorine)
    - Aisne (rivier in Frankrijk) (Compiègne)
      - Vesle (Condé-sur-Aisne)
      - Aire (Senuc)

  - Bièvre (Parijs)
  - Marne (Ivry-sur-Seine)
    - Grand Morin (Meaux)
    - Ourcq (Lizy-sur-Ourcq)
    - Petit Morin (La Ferté-sous-Jouarre)
    - Saulx (Vitry-le-François)
      - Ornain (Pargny-sur-Saulx)

  - Orge (Athis-Mons)
    - Yvette (Épinay-sur-Orge)

  - Essonne (Corbeil-Essonnes)
  - Loing (Moret-sur-Loing)
    - Puiseaux (Montargis)

  - Yonne (Montereau-Fault-Yonne)
    - Armançon (Migennes)
    - Cure (Vermenton)

  - Aube (Romilly-sur-Seine)
    - Aubette (Dancevoir)
    - Aubette (Boudreville)

- Touques (Deauville)

- Dives (Cabourg)

- Orne (Ouistreham)
  - Odon (Caen)

- Vire (rivier in Frankrijk) (Isigny-sur-Mer)

- Sélune (Avranches)

- Couesnon (Mont Saint-Michel)

- Rance (Saint-Malo)

## Atlantische Oceaan
- Aulne (Brest)

- Odet (Quimper)

- Blavet (Lorient)

- Vilaine (Pénestin)
  - Oust (Redon)
  - Ille (Rennes)

- Loire (Saint-Nazaire)
  - Sèvre Nantaise (Nantes)
  - Erdre (Nantes)
  - Maine (Angers)
    - Mayenne (Angers)
    - Sarthe (Angers)
      - Loir (Angers)
        - Braye (Lavenay (Pont-de-Braye))
        - Aigre (Cloyes-sur-le-Loir)
        - Yerre (Cloyes-sur-le-Loir)
        - Conie (Châteaudun)
        - Ozanne (Bonneval)

      - Huisne (Le Mans)

  - Vienne (Candes-Saint-Martin)
    - Creuse (Châtellerault)
      - Gartempe (La Roche-Posay)

    - Clain (Châtellerault)

  - Indre (Candes-Saint-Martin)
  - Cher (Villandry)
    - Sauldre (Selles-sur-Cher)
    - Arnon (Vierzon)
    - Yèvre (Vierzon)

  - Beuvron (Chaumont-sur-Loire)
  - Loiret (Orléans)
  - Allier (Nevers)
    - Sioule (Saint-Pourçain-sur-Sioule)
    - Dore (Puy-Guillaume)
    - Allagnon (Jumeaux)

  - Besbre (Dompierre-sur-Besbre)
  - Arroux (Digoin)
  - Furan (Andrézieux-Bouthéon)

- Sèvre Niortaise (La Rochelle)
  - Vendée (Marans)

- Charente (Rochefort)

- Seudre (Marennes)

- Garonne (in de Gironde (estuarium) bij Ambès)
  - Dordogne (Ambès)
    - Isle (Libourne)
      - Dronne (Libourne)

    - Vézère (Le Bugue)
      - Corrèze (Brive-la-Gaillarde)

    - Cère (Bretenoux)

  - Lot (Aiguillon)
    - Lède (Villeneuve-sur-Lot)
    - Lémance (Fumel)
    - Célé (Cabrerets)
    - Truyère (Entraygues-sur-Truyère)
    - Bramont (Mende)

  - Baïse (Aiguillon)
  - Gers (Agen)
  - Tarn (Castelsarrasin)
    - Aveyron (Montauban)
      - Viaur (Laguépie)

    - Agout (Saint-Sulpice-la-Pointe)
    - Dourbie (Millau)
    - Tarnon (Florac)

  - Gimone (Castelsarrasin)
  - Save (Grenade)
  - Ariège (Toulouse)
    - Hers (Cintegabelle)
    - Oust

- Adour (Bayonne)
  - Gave de Pau (Peyrehorade)
    - Gave d'Oloron (Peyrehorade)

  - Arros (Riscle)
  - Échez (Maubourguet)

## Middellandse Zee
- Tech (Argelès-sur-Mer)

- Têt (Perpignan)

- Aude (Narbonne)

- Orb (Valras-Plage)

- Hérault (Agde)

- Vidourle (Le Grau-du-Roi)

- Rhône (Port-Saint-Louis-du-Rhône)
  - Gard of Gardon (Beaucaire)
  - Durance (Avignon)
    - Guisane (Briançon)
    - Verdon (Saint-Paul-lès-Durance)

  - Ouvèze (Avignon)
  - Cèze (Codolet)
  - Ardèche (Pont-Saint-Esprit)
    - Chassezac (Ruoms)

  - Drôme (Loriol-sur-Drôme)
  - Isère (Valence)
    - Arc (Isère) (Albertville)
    - Arly (Albertville)
      - Arrondine
      - Chaise (Ugine)
      - Flon
      - Doron de Beaufort

    - Drac (Grenoble)
      - Romanche (Champ-sur-Drac)
        - Vénéon (Le Bourg-d'Oisans)

  - Doux (Tournon-sur-Rhône)
  - Saône (Lyon)
    - Reyssouze (Pont-de-Vaux)
    - Dheune (Allerey-sur-Saône)
      - Cosanne (Cheilly-lès-Maranges)

    - Doubs (Verdun-sur-le-Doubs)
      - Loue (Dole)
      - Allan (Montbéliard)
        - Bourbeuse (Bourogne)
          - Madeleine (Bretagne)
          - Saint-Nicolas (Bretagne)

    - Ouche (Saint-Jean-de-Losne)
    - Tille (Les Maillys)
    - Ognon (Pontailler-sur-Saône)

  - Ain (Pont-de-Chéruy)
  - Arve (Genève)

- Arc (Provence) (Berre-l'Étang via de lagune)

- Argens (Fréjus)

- Var (Nice)

### Corsica
- Golo (Bastia)